# Рэйн, Офелия
Офелия Рэйн (англ. Ophelia Rainрод. Алегзандрия) — американская порноактриса, эротическая и фетиш-фотомодель, танцовщица стриптиза. Лауреатка премии AVN Awards.

## Биография
Родилась в Александрии (Виргиния). Имеет американские, русские и еврейские корни. Дебютировала в порноиндустрии в 2015 году. Снимается для студий Brazzers, Burning Angel, clips4sale, CX WOW, Desire Films, Desperate Pleasures, Little Dragon Pictures, Royal Empire Productions, сайтов deepthroatsirens.com и pure-xxx.com.
В 2018 году получила AVN Awards в номинации «самая скандальная секс-сцена» за роль в Viking Girls Gone Horny.
Кроме порно, также снимается в художественных фильмах, например Milfs vs. Zombies (2015), Bite School (2015), «Война Дракулы» (2018).
У Офелии силиконовая грудь, множество татуировок и пирсинг в семи местах (в правой ноздре, левой скуле, носовой перегородке, языке, нижней губе, верхней губе и пупке). Согласно профилю актрисы в «Твиттере», проживает в Лас-Вегасе.
По данным на июнь 2019 года снялась в 20 фильмах.

## Награды
- 2018 AVN Awards самая скандальная сцена секса Viking Girls Gone Horny (вместе с Леей Фэлкон)[4][5]

## Избранная фильмография
- Viking Girls Gone Horny